# Giovanni Sforza
Giovanni Sforza (Pesaro, 5 juli 1466 – Pesaro, 27 juli 1510) was een Italiaanse edelman, heer van Pesaro en Gradara tussen 1483 en 1510.
Giovanni was een zoon van Costanzo I Sforza en kleinzoon van Alessandro Sforza. In 1493, na de dood van zijn eerste vrouw, Maddalena Gonzaga, trouwde Sforza met Lucrezia Borgia, maar vier jaar later ontbond Paus Alexander VI, de vader van Lucrezia, het huwelijk. Als resultaat werd Giovanni door de broer van Lucrezia, Cesare Borgia, verbannen uit de stad Pesaro. Na zijn scheiding van Lucrezia trouwde hij met Ginevra Tiepolo, met wie hij een zoon had, Costanzo Sforza II.